# Теребіш
«Теребіш» — ботанічна пам'ятка природи місцевого значення в Україні. Пам'ятка природи розташована на території Монастириського району Тернопільської області, село Вербка, кв. 38 в. 11 Монастирське комунальне лісогосподарське підприємство.
Площа — 0,90 га, статус отриманий у 2009 році.